# Sydlige Sverige
Sydlige Sverige (Södra Sverige) er betegnelsen for de sydlige dele af Sverige.  Det er ikke nøjagtigt det samme som Sydsverige, da begrebet "sydlige Sverige" normalt er bredere.  Hele Götaland anses almindeligvis for at ligge i det sydlige Sverige, men begrebet er ikke præcist.
Begrebet anvendes også af beboerne i det mellemste og nordligste Norrland, som en betegnelse for den del af Sverige, der ligger syd for Dalälven eller syd for Stockholm.  Omvendt kan det nordlige Götaland ofte henføres til en del af Mellemsverige.